# Zosterop gorjagroc
El zosterop gorjagroc (Zosterops metcalfii) és un ocell de la família dels zosteròpids (Zosteropidae). Habita boscos i selva de les terres baixes i turons de les illes de Buka, Bougainville, Shortland, Choiseul, Santa Isabel, San Jorge i Florida, a les Salomó.